# Lá cờ châu Âu
Lá cờ châu Âu (hoặc Hội kỳ châu Âu, Cờ EU) là một biểu tượng chính thức của hai tổ chức riêng biệt là Ủy hội châu Âu (CoE) và Liên minh châu Âu (EU). Nó bao gồm 12 ngôi sao năm cánh màu vàng được xếp thành vòng tròn trên một nền xanh dương.
Lá cờ được thiết kế vào năm 1955 và chính thức ra mắt vào cuối năm đó bởi Ủy hội châu Âu như một biểu tượng cho toàn bộ châu Âu. Ủy hội châu Âu kêu gọi nó được các tổ chức châu Âu khác áp dụng và vào năm 1985, Cộng đồng Kinh tế châu Âu (EC) đã thông qua nó.
EU đã thừa hưởng việc sử dụng cờ này khi nó được thành lập vào năm 1993, là tổ chức kế thừa cho EC. Nó đã được sử dụng rộng rãi bởi EU từ những năm 1990, nhưng nó chưa bao giờ được đưa ra chính thức trong bất kỳ hiệp ước nào của EU. Việc áp dụng nó như một biểu tượng chính thức của EU đã được lên kế hoạch như một phần của Hiến pháp châu Âu được đề xuất, không được phê chuẩn vào năm 2005. Ngoài ra, nó còn được gọi là Cờ của Liên minh châu Âu khi đại diện cho EU.
Kể từ khi được chấp nhận bởi Liên minh châu Âu, nó đã trở nên rộng rãi liên kết với tổ chức siêu quốc gia, do cấu hình cao của nó và sử dụng nhiều biểu tượng. Nó cũng đã được sử dụng bởi những người biểu tình ủng hộ EU trong các cuộc cách mạng màu vào những năm 2000, ví dụ, ở Belarus (2004) hay Moldova.

## Lịch sử
"Quốc kỳ châu Âu" mười hai sao được thiết kế vào năm 1950 và được Hội đồng Châu Âu chính thức thông qua vào năm 1955. Cờ này đã được Nghị viện Châu Âu thông qua vào năm 1983. Hội đồng châu Âu thông qua đó là "biểu tượng" cho Cộng đồng Châu Âu năm 1985. Tình trạng của nó trong Cộng đồng châu Âu được thừa kế bởi Liên minh châu Âu khi thành lập vào năm 1993. Đề xuất áp dụng nó như là lá cờ chính thức của Liên minh châu Âu thất bại với việc phê chuẩn Hiến pháp châu Âu năm 2005, và đề cập đến tất cả các biểu tượng trạng thái đã bị loại bỏ khỏi Hiệp ước Lisbon năm 2007, mặc dù 16 quốc gia thành viên đã ký một tuyên bố ủng hộ việc tiếp tục sử dụng lá cờ. Năm 2007, Nghị viện Châu Âu chính thức thông qua lá cờ để sử dụng riêng.

## Thiết kế cờ phái sinh
Thiết kế của lá cờ châu Âu đã được sử dụng trong một biến thể, chẳng hạn như của Hội đồng châu Âu đã đề cập ở trên, và cũng đến một mức độ lớn hơn như cờ của Liên minh Tây Âu (WEU; bây giờ không còn tồn tại), sử dụng cùng một màu sắc và các ngôi sao nhưng có một số ngôi sao dựa trên thành viên và trong một hình bán nguyệt hơn là một vòng tròn. Nó cũng bị xóa bỏ với chữ cái đầu của Liên minh Tây Âu cũ bằng hai thứ tiếng.
Bosnia và Herzegovina, áp đặt Carlos Westendorp, sau khi quốc hội của nước này thất bại trong việc thỏa thuận về thiết kế, gợi nhớ đến biểu tượng của lá cờ EU, bằng cách sử dụng màu xanh và màu vàng giống nhau, và các ngôi sao, mặc dù một khác nhau về số lượng và màu sắc, là một tham chiếu trực tiếp đến những người của lá cờ châu Âu.
Tương tự như vậy, Kosovo sử dụng màu xanh, vàng và các ngôi sao trong lá cờ của nó, đã được chế giễu là "một cái đầu không quá tinh tế với lá cờ của Liên minh châu Âu, sắp trở thành người bạn thân nhất của Kosovo khi nó chiếm lấy tình trạng bảo vệ từ Hoa Kỳ